# آسفات
آسفات(به انگلیسی: Acephate) حشره کشی از دسته ترکیبات ارگانوفسفات جهت از بین بردن آفات خاک و برگ گیاهان است. 